# 5730 (année hébraïque)
5730 (hébreu : ה'תש"ל , abbr. : תש"ל) est une année hébraïque qui a commencé à la veille au soir du 13 septembre 1969 et s'est finie le 30 septembre 1970. Cette année a compté 383 jours. Ce fut une année embolismique dans le cycle métonique, avec deux mois de Adar - Adar I et Adar II. Ce fut la quatrième année depuis la dernière année de chemitta.
En l'an 5730, l'État d'Israël a fêté ses 22 ans d'indépendance.

## Calendrier
Ce calendrier hébraïque de l'année 5730 donne les correspondances avec les dates du calendrier grégorien.
Le premier nombre dans chaque case correspond au jour du mois hébraïque. Les jours en couleurs sont des jours remarquables juifs ou israéliens.
| ◄◄ | 5730 | ►► |

## Événements
- Accords du Caire. À la suite des opérations de commando de groupes palestiniens du sud du Liban contre Israël, la question de la place des Palestiniens devient un sujet de division politique majeur. Nasser propose une médiation qui aboutit à l’accord du Caire. Le Liban accepte la présence armée dans les camps palestiniens et autorise les opérations de guérilla dans le sud.
- Plan Rogers. William P. Rogers, secrétaire d’État de Richard Nixon, présente un plan de paix : évacuation du Sinaï selon un calendrier déterminé par Israël et l’Égypte, instauration de la paix entre les deux pays, création de zones démilitarisées près des frontières.
- Rogers soumet un plan de règlement de règlement de la question cisjordanienne selon les mêmes principes. Le projet est refusé par Israël qui impulse une campagne d’opinion américaine contre le plan Rogers, qui perd l’appui de Nixon. Sous l’influence de Kissinger, Nixon s’engage vers une politique de force contre l’Égypte, menée par Israël.
- Israël déclenche une campagne de bombardements stratégiques sur le territoire égyptien pour détruire les installations militaires et toucher le moral des populations civiles (bombardement des écoles, des usines). La population fait bloc derrière Sadate. L’Union soviétique adresse un avertissement à Washington : si les bombardements se poursuivent, elle apportera un appui direct à l’Égypte.
- À partir de mars, les batteries de Sam 3 parviennent à arrêter les raids israéliens en Égypte. Les États-Unis limitent leurs fournitures d’avions à Israël. L’État hébreu accepte de négocier sur la base de la résolution 242 et abandonne sa demande préalable de négociations bilatérales directes.
- Fin juin, l’Égypte achève de mettre en place son dispositif antiaérien sur le canal de Suez. Plusieurs avions israéliens sont abattus.
- William P. Rogers présente un second plan devant l’escalade de la violence entre Israël et l’Égypte. Il propose un cessez-le-feu de trois mois, la reprise de la mission Jarring et l’acceptation par toutes les parties de la résolution 242. Nasser rejette ces propositions puis accepte l’idée d’un cessez-le-feu temporaire lui permettant de renforcer son dispositif aérien et de mettre en œuvre le plan « granit ». Israël refuse également le plan Rogers. Richard Nixon tente de faire revenir les Israéliens sur leurs positions en promettant la fourniture de nouveaux avions de combat.
- Nasser accepte publiquement le plan Rogers, suivi par le roi Hussein de Jordanie et Israël. La droite quitte le gouvernement en Israël.
- L’acceptation du second plan Rogers entraîne un cessez-le-feu entre l'Égypte et Israël.
- Mort du Président Nasser. Le numéro deux du régime, Anouar el-Sadate assure l’intérim puis est élu à la tête de l'Égypte avec 90,04 % des voix (fin en 1981). Il prône l’instauration d’un régime fondé sur la loi, dénonçant à demi-mot l'État policier mis en place par Nasser. Il doit faire face à de nombreuses oppositions dans l’appareil d’État et entend s’appuyer sur une légitimité populaire. Il entre en conflit avec les militaires sur la question de la fin du cessez-le-feu avec Israël qu’il souhaite prolonger.

## Naissances
- Linus Torvalds
- Yigal Amir

## Décès
- Max Born
- Leah Goldberg
- Shmuel Yosef Agnon

5725 - 5726 - 5727 - 5728 - 5729 - 5730 - 5731 - 5732 - 5733 - 5734 - 5735